# 코트디부아르쥐
코트디부아르쥐(Dephomys eburneae)는 쥐과에 속하는 설치류의 일종이다. 코트디부아르에서 발견되며, 가나에서도 서식하는 것으로 추정하고 있다. 자연 서식지는 아열대 또는 열대 기후 지역의 계절성 습윤 저지대 초원과 습지이다.